# Afritzer See
Der Afritzer See ist ein See in Kärnten. Er liegt im Gegendtal nördlich von Villach im Gemeindegebiet von Feld am See.

## Lage
Der See liegt im Gegendtal in den Nockbergen auf einer Höhe von 752 m ü. A. zwischen dem Wöllaner Nock und dem Mirnock. Er liegt am Südrand des Gemeindegebiets von Feld am See, teilweise folgt die Gemeindegrenze zu Afritz der Uferlinie. Das Südostufer ist zu großen Teilen unberührt. Am Nordostufer verläuft die Millstätter Straße (B 98).
Der See ist Überrest eines einst größeren Sees. Dieser wurde durch einen Felssturz vom Mirnock (Lierzberger Alpenspitz – Wieserwald) geteilt: in den Afritzer See und den Feldsee. Die beiden Seen sind durch eine flache Talwasserscheide getrennt. Der Afritzsee entwässert nach Südosten hin in Richtung Treffen.
Der See wird von einigen kleinen Bächen gespeist, die besonders am Süd- und am Westufer Schwemmkegel aufgeschüttet haben.
Da der See in einer häufig windigen Talfurche liegt, erreicht er nicht die hohen Wassertemperaturen anderer Kärntner Seen. Er ist dennoch im Sommer streng geschichtet, die Oberflächentemperaturen übersteigen im Sommer 23 °C.

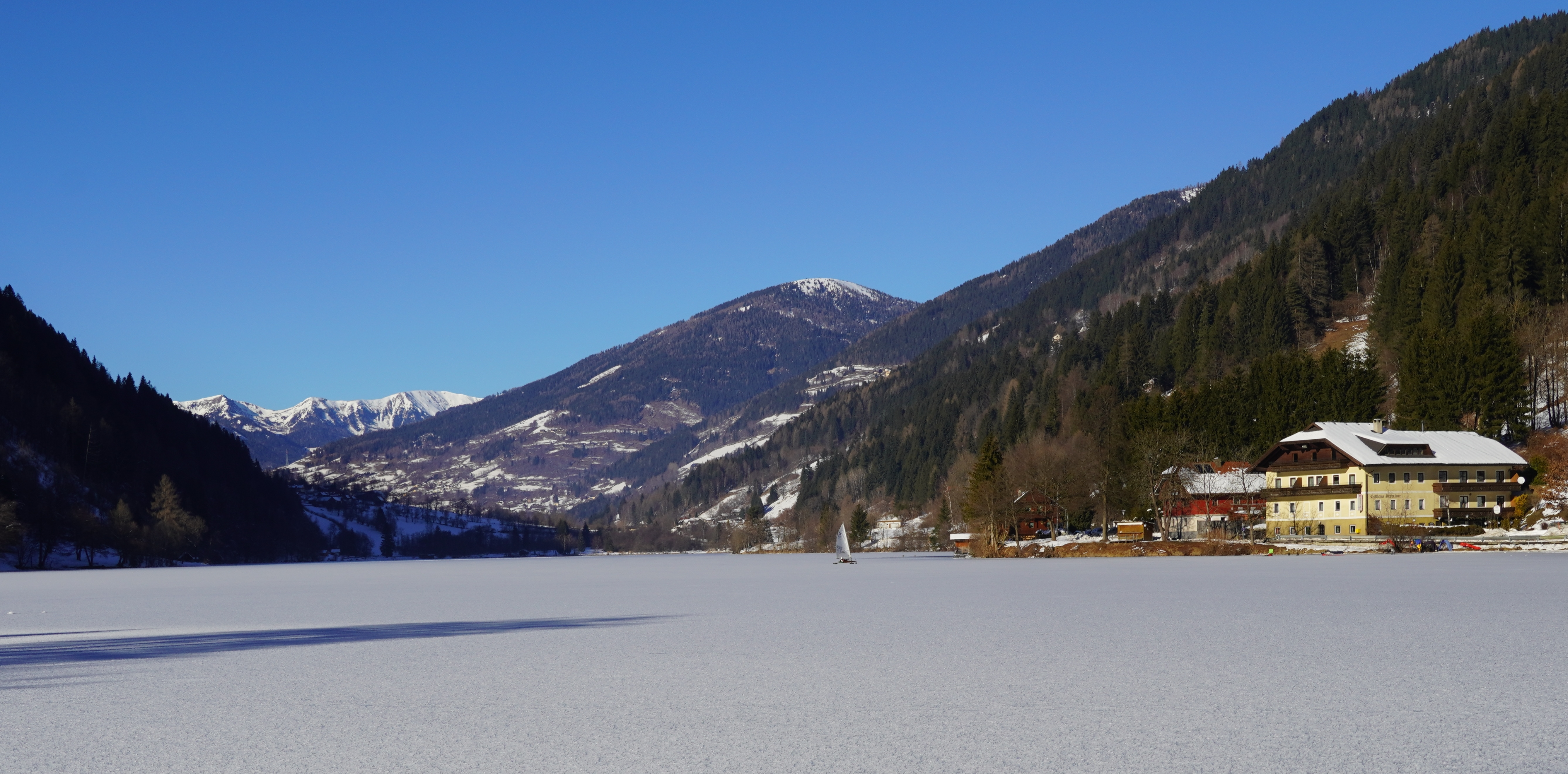
Afritzer See, Winteransicht

## Fauna und Flora
Aus dem Afritzer See sind folgende Fischarten nachgewiesen: Aal, Reinanke, Aitel, Karpfen, Laube, Rotauge, Schleie, Zährte, Hecht, Barsch, Zander und Wels. Seit 1980 ist die Wandermuschel im See nachgewiesen.
Die Bestände des Edelkrebses sind der Krebspest zum Opfer gefallen. Seit 1992 gibt es Versuche, den Edelkrebs wieder im See anzusiedeln.
Ab 1976 hat sich Kanadische Wasserpest im See verbreitet. Sie hat den gesamten Ufergürtel ausgefüllt und den Badebetrieb stark beeinträchtigt. Seit 1978 wurde sie mechanisch bekämpft, etwa mit Unterwassermähbooten, ihr Bestand nahm mit der Zeit ab. Sie muss aber nach wie vor zumindest im Badebereich regelmäßig entfernt werden.
Das Phytoplankton ist je nach Jahr und Jahreszeit unterschiedlich zusammengesetzt. Größeren Anteil an der Biomassen können folgende Arten haben: Burgunderblutalge, Anabaena spp., Microcystis aeruginosa (Cyanobakterien); Cyclotella, Synedra acus, Asterionella formosa, Fragilaria crotonensis (Diatomeen); Uroglena, Dinobryon (Chrysophyceae); Ceratium hirundinella, Gymnodinium spp., Peridinium (Dinoflagellaten); Cryptomonas (Cryptophyceae). Grünalgen wie Chlamydomonas spielen nur eine geringe Rolle.

## Nutzung
Der Afritzer See wird als Badesee genutzt. Am Südufer befinden sich zwei Strandbäder und ein Campingplatz. In der Saison 2009 wurde der See als schwach mesotroph eingestuft, die Hygiene als sehr gut. 2010 wurde die Gesamtsituation ebenfalls mit sehr gut beurteilt. Im Jahr 2023 wurde der See ebenfalls als schwach mesotroph eingestuft.
Die angelfischereiliche Nutzung erbringt mit 30 bis 40 kg pro Hektar recht hohe Erträge.

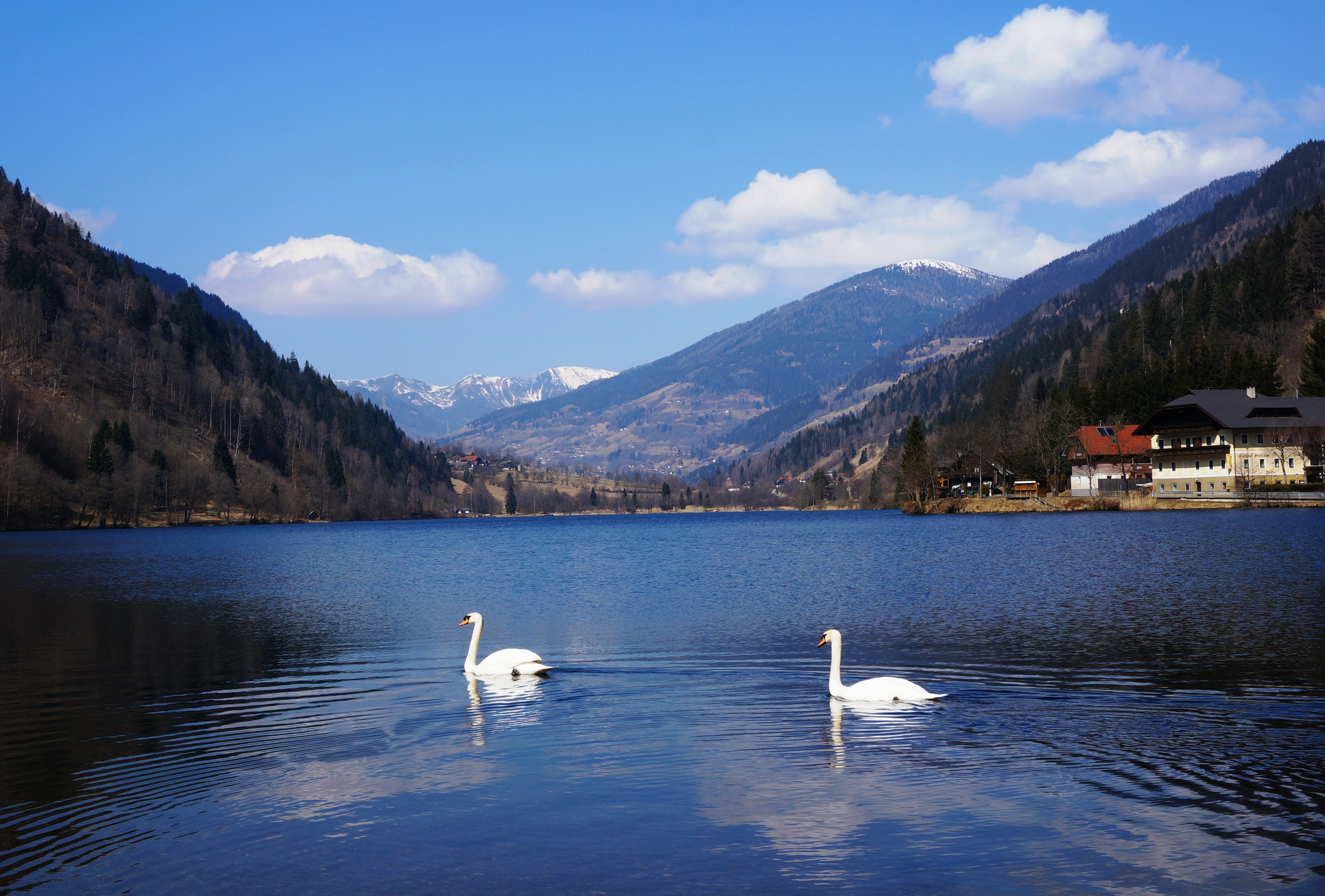
Afritzer See Blickrichtung Westen
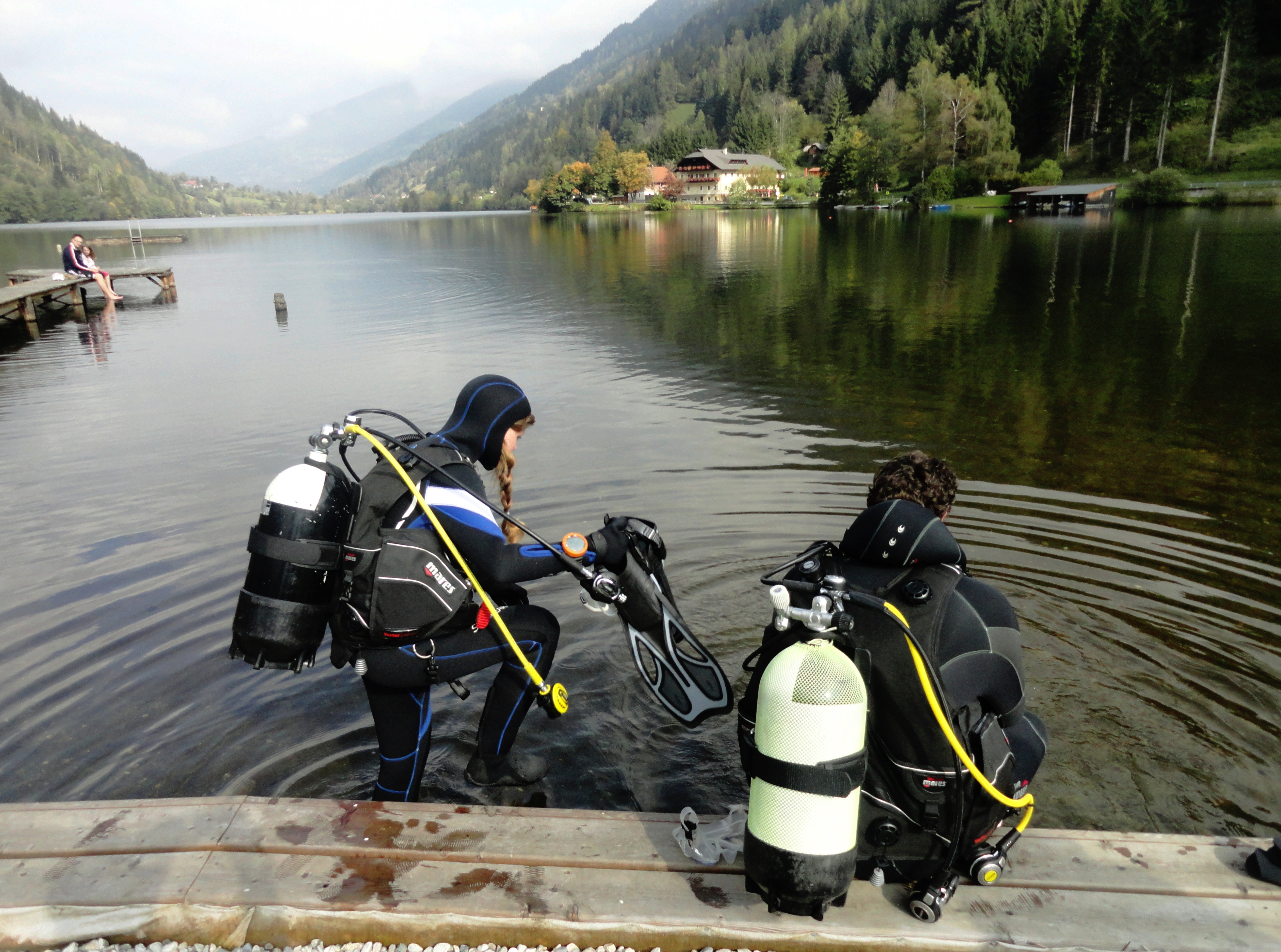
Tauchen am Afritzer See
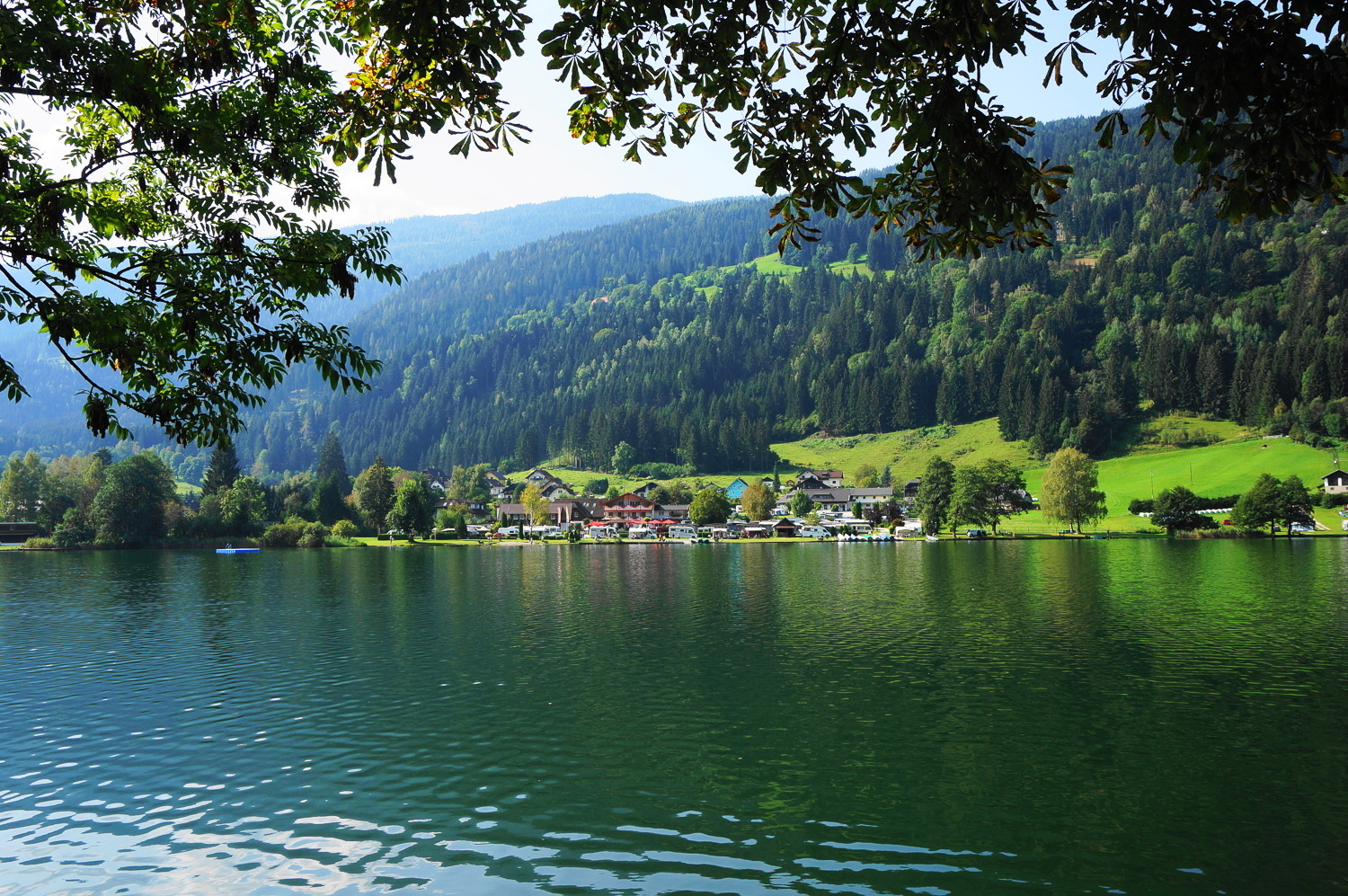
Afritzer See Blickrichtung Osten
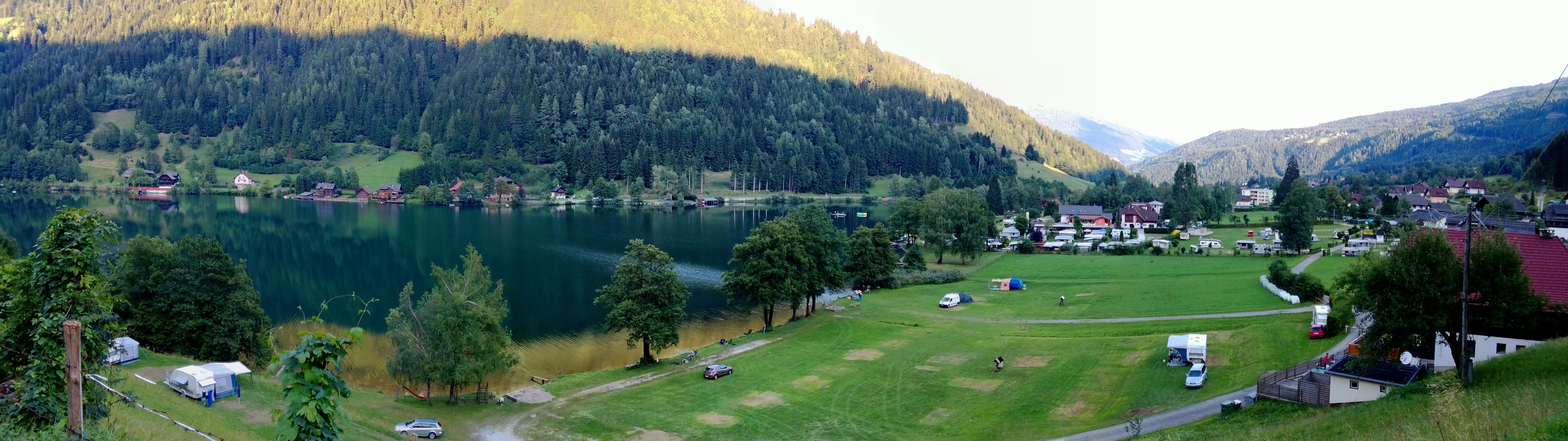
Camping am Afritzer See

## Landschaftsschutzgebiet
Der Afritzer See befindet sich im gleichnamigen Landschaftsschutzgebiet. Es wurde 1970 eingerichtet (LGBl. 86/1970) und umfasst 144 Hektar. Neben dem See umfasst es seine Randbereiche am West-, Nord- und Ostufer. Das Landschaftsschutzgebiet liegt in den Gemeinden Feld am See und Afritz.